# 세키네 츠토무
세키네 츠토무(Tsutomu Sekine, 1953년 8월 21일 ~ )는 일본의 희극 배우, TV 사회자, 영화 감독, 탤런트이다. 도쿄도 미나토구 출신이다.

## 영화
- 소음 (2015년)
- 극장판 파워레인저 트레인포스VS 다이노포스 THE MOVIE (2015년)
- 영화 크레용 신짱: 폭풍을 부르는 모레츠! 오토나 제국의 역습 (2001년) - TV 목소리 목소리 역
- 히어로 인터뷰 (1994년)
- 킨 찬 노 시네마 잭 (1993년)
- 기묘한 이야기 - 1990~92년 시리즈 (1990년)
- 톡식 어벤저 3 (1989년)
- 톡식 어벤저 2 (1989년)
- 바이킹 (1989년)
- 노 요우나모노 (1981년)